# شياخ
الشياخ (بالإنجليزية: Metageria)‏ هي حالة جِلدية تتميز بحدوث شيخوخة مبكرة.